# Johann Gottfried Lucas
Johann Gottfried Lucas (getauft am 23. März 1685 in Elberfeld; beerdigt am 28. Mai 1748 ebenda) war Bürgermeister von Elberfeld.
Lucas wurde 1685 in Elberfeld als Sohn des Stadtschreibers Gottfried Lucas (1648–1714) und dessen Frau Katharina Teschemacher (1650–1727) geboren. Sein Vater war maßgebend an den Verhandlungen für ein Elberfelder Stadtgericht beteiligt, weswegen er ab dem 1. Januar 1709 bis 1712 auch das Amt des Stadtgerichtsschreibers bekleidete. Johann Gottfried Lucas heiratete 1716 die aus Elberfeld stammende Anna Maria von Carnap (1698–1740), eine Enkelin des ehemaligen Bürgermeisters Kaspar von Carnap. Aus der Ehe entstammten zehn Kinder.
Lucas war Kaufmann in Elberfeld und wurde 1720 erstmals für das Amt des Bürgermeisters vorgeschlagen, verlor diese Wahl jedoch. Zuvor und danach war er 1718 und 1722 jeweils Gemeinsmann der Stadt. Im Jahr 1723 wurde er zum Bürgermeister gewählt, im Jahr darauf wurde er somit Stadtrichter von Elberfeld.